# 30. ceremonia wręczenia nagród Goya
30. ceremonia wręczenia hiszpańskich nagród filmowych Goya za rok 2015, odbyła się 6 lutego 2016 roku w Centro de Congresos Príncipe Felipe del Hotel Auditorium w Madrycie. Nominacje do nagród zostały ogłoszone 14 grudnia 2015 roku, przez hiszpańskich aktorów, Asiera Etxeandia oraz Emmę Suárez.
Nominacje ogłoszono w 28 kategoriach, nagrodę honorową otrzymał reżyser i scenarzysta Mariano Ozores.

## Laureaci i nominowani
Laureaci nagród wyróżnieni są wytłuszczeniem

### Najlepszy film
- Marta Esteban i Diego Dubcovsky − Truman
  - Gerardo Herrero i Mariela Besuievski − Cudowny dzień
  - Andrés Santana, Antonia Nava, Jaume Roures, Javier Méndez − Nikt nie chce nocy
  - Rosana Tomas i Álex Lafuente − Krwawe gody
  - César Rodríguez Blanco, Iñigo Pérez Tabernero, Javier Pérez Silva, Joaquín Zamora, Daniel Guzmán, Álvaro Begines, Axel Kuschevatzky, Gabriel Arias-Salgado, Ignacio Fernández‐Vega, Miriam Ruiz Mateos − Nic w zamian

### Najlepsza reżyseria
- Cesc Gay − Truman
  - Paula Ortiz − Krwawe gody
  - Isabel Coixet − Nikt nie chce nocy
  - Fernando León de Aranoa − Cudowny dzień

### Najlepszy debiut reżyserski
- Daniel Guzmán − Nic w zamian
  - Dani de la Torre − Nieznany
  - Leticia Dolera − Jak być normalną
  - Juan Miguel del Castillo − Wikt i opierunek

### Najlepszy scenariusz oryginalny
- Cesc Gay i Tomàs Aragay − Truman
  - Daniel Guzmán − Nic w zamian
  - Alberto Marini − Nieznany
  - Borja Cobeaga − Negociador

### Najlepszy scenariusz adaptowany
- Fernando León de Aranoa − Cudowny dzień
  - David Ilundain − B
  - Agustí Villaronga − Król Hawany
  - Paula Ortiz i Javier García Arredondo − Krwawe gody

### Najlepszy aktor
- Ricardo Darín − Truman
  - Pedro Casablanc − B
  - Luis Tosar − Nieznany
  - Asier Etxeandia − Krwawe gody

### Najlepszy aktor drugoplanowy
- Javier Cámara − Truman
  - Felipe García Vélez − Nic w zamian
  - Manolo Solo − B
  - Tim Robbins − Cudowny dzień

### Najlepszy debiutujący aktor
- Miguel Herrán − Nic w zamian
  - Fernando Colomo − Isla bonita
  - Manuel Burque − Jak być normalną
  - Álex García − Krwawe gody

### Najlepsza aktorka
- Natalia de Molina − Wikt i opierunek
  - Inma Cuesta − Krwawe gody
  - Penélope Cruz − Mama
  - Juliette Binoche − Nikt nie chce nocy

### Najlepsza aktorka drugoplanowa
- Luisa Gavasa − Krwawe gody
  - Elvira Mínguez − Nieznany
  - Marian Álvarez − Szczęśliwych 140
  - Nora Navas − Szczęśliwych 140

### Najlepsza debiutująca aktorka
- Irene Escolar − Jesień bez Berlina
  - Antonia Guzmán − Nic w zamian
  - Iraia Elias − Amama
  - Yorkanda Ariosa − Król Hawany

### Najlepszy film europejski
- Mustang, reż. Deniz Gamze Ergüven
  -  W drodze do szkoły, reż. Pascal Plisson
  -  Lewiatan, reż. Andriej Zwiagincew
  -  Makbet, reż. Justin Kurzel

### Najlepszy zagraniczny film hiszpańskojęzyczny
- El Clan, reż. Pablo Trapero
  -  La once, reż. Maite Alberdi
  -  Magallanes, reż. Salvador del Solar
  -  Vestido de novia, reż. Marilyn Solaya

### Najlepsza muzyka
- Lucas Vidal − Nikt nie chce nocy
  - Santi Vega − El teatro del más allá. Chavín de Huántar
  - Shigeru Umebayashi − Krwawe gody
  - Alberto Iglesias − Mama

### Najlepsza piosenka
- Palmeras en la nieve z filmu Palmy w śniegu – Lucas Vidal i Pablo Alborán
  - So Far and Yet So Close z filmu El país del miedo – Antonio Meliveo
  - Como me mata el tiempo z filmu Matar el tiempo – Luis Ivars
  - Techo y comida z filmu Wikt i opierunek – Daniel Quiñones Perulero i Miguel Carabante Manzano

### Najlepsze zdjęcia
- Miguel Ángel Amoedo − Krwawe gody
  - Josep Maria Civit − Król Hawany
  - Jean Claude Larrieu − Nikt nie chce nocy
  - Alex Catalán − Cudowny dzień

### Najlepszy montaż
- Jorge Coira − Nieznany
  - David Gallart − Jak być normalną
  - Pablo Barbieri − Truman
  - Nacho Ruiz Capillas − Cudowny dzień

### Najlepsza scenografia
- Antón Laguna − Palmy w śniegu
  - Jesús Bosqued Maté i Pilar Quintana − Krwawe gody
  - Arturo García i José Luis Arrizabalaga − Ta noc jest moja
  - Alain Bainée − Nikt nie chce nocy

### Najlepsze kostiumy
- Clara Bilbao − Nikt nie chce nocy
  - Paola Torres − Ta noc jest moja
  - Loles García Galeán − Palmy w śniegu
  - Fernando García − Cudowny dzień

### Najlepsza charakteryzacja i fryzury
- Pablo Perona, Paco Rodríguez H. i Sylvie Imbert − Nikt nie chce nocy
  - Esther Guillem i Pilar Guillem − Krwawe gody
  - Ana Lozano, Fito Dellibarda i Massimo Gattabrusi − Mama
  - Alicia López, Karmele Soler, Manolo García i Pedro de Diego − Palmy w śniegu

### Najlepszy dźwięk
- David Machado, Jaime Fernández i Nacho Arenas − Nieznany
  - Marc Orts, Oriol Tarragó i Sergio Bürmann − Sławetny: Agent sekretny
  - Clemens Grulich, César Molina i Ignacio Arenas − Krwawe gody
  - David Rodríguez, Nicolás de Poulpiquet i Sergio Bürmann − Ta noc jest moja

### Najlepszy kierownik produkcji
- Andrés Santana i Marta Miró − Nikt nie chce nocy
  - Carlos Pérez de Albéniz − Nieznany
  - Toni Novella − Palmy w śniegu
  - Luis Fernández Lago − Cudowny dzień

### Najlepsze efekty specjalne
- Lluís Castells i Lluís Rivera − Sławetny: Agent sekretny
  - Isidro Jiménez i Paul Costa − Nieznany
  - Curro Muñoz i Juan R. Molina − Ta noc jest moja
  - Curro Muñoz i Reyes Abades − Obsesja zemsty

### Najlepszy film animowany
- Enrique Gato − Odlotowa przygoda
  - Ernesto Padrón − Meñique y el espejo mágico
  - Juan Galiñanes − Noche ¿de paz?
  - Iñigo Berasategui i Alexey Medvedev − Yoko y sus amigos

### Najlepszy krótkometrażowy film animowany
- Daniel Martínez Lara i Rafael Cano Méndez − Podobni
  - Francosca Ramírez Villaverde i Francisco Gisbert Picó − Honorio. Dos minutos de sol
  - María Lorenzo Hernández − La noche del océano
  - Ferrán Caum − Víctimas de Guernica

### Najlepszy film dokumentalny
- Alfredo Navarro − Sueños de sal
  - Mabel Lozano − Chicas nuevas 24 horas
  - Toni Bestard i Marcos Cabotá − I Am Your Father
  - Álvaro Longoria − The Propaganda Game

### Najlepszy krótkometrażowy film dokumentalny
- Álex O’Mill Tubau i Patxi Uriz Domezáin − Hijos de la Tierra
  - Tomás Cimadevilla − Regreso a la Alcarria
  - Pilar García Elegido − Ventanas
  - Alfonso O'Donnell − Viento de atunes

### Najlepszy krótkometrażowy film fabularny
- José Luis Montesinos − Biegacz
  - Gracia Querejeta − Cordelias
  - Álvaro Ron − El Trueno Rojo
  - David Martín-Porras − Inside the Box
  - Javier Macipe − Dzieci rzeki

### Goya Honorowa
- Mariano Ozores (reżyser, scenarzysta)

## Podsumowanie ilości nominacji
(Ograniczenie do dwóch nominacji)
12 : Krwawe gody
9 : Nikt nie chce nocy
8 : Nieznany, Cudowny dzień
6 : Nic w zamian, Truman
5 : Palmy w śniegu
4 : Ta noc jest moja
3 : Jak być normalną, Król Hawany, Wikt i opierunek, B, Mama
2 : Sławetny: Agent sekretny, Szczęśliwych 140

## Podsumowanie ilości nagród
(Ograniczenie do dwóch nagród)
5 : Truman
4 : Nikt nie chce nocy
2 : Palmy w śniegu, Nic w zamian, Nieznany, Krwawe gody